# Рупърт Гринт
Рупърт Александър Лойд Гринт (на английски: Rupert Alexander Lloyd Grint) е британски актьор, известен с ролята си на Роналд Уизли във филмите от поредицата за Хари Потър.

## Биография

### Произход и образование
Рупърт Гринт е роден и израства в Хартфордшър, Великобритания. Майка му Джоана Гринт е домакиня, а баща му Найджъл Гринт е рали състезател. Гринт е най-голямото дете в семейството си – има един брат Джеймс (р. 1990) и три сестри: Джорджина (р. 1993), Саманта (р. 1996) и Шарлот (р. 1999). Докато е в училището Свети Джосеф в Хартфорд, Гринт изявява интерес към театъра. Той обаче никога не е участвал професионално във филм, преди тези за Хари Потър. На 16-годишна възраст Гринт напуска училище, за да се съсредоточи върху актьорската си кариера. „Всъщност не харесвах училището много“, споделя по-късно актьорът.

### Кариера

#### Хари Потър(2001 – 2011)
През 1999 г. се провежда кастингът за филмовата адаптация на „Хари Потър и Философският камък“, бестселъра, написан от британската писателка Джоан Роулинг. Роулинг лично настоява актьорите да бъдат британски и асистира Сузи Фигис и Крис Кълъмбъс по време на кастинга. Гринт решава да се пробва с ролята на главния герой Рон Уизли, най-добрия приятел на Хари Потър в Хогуортс, защото има червена коса и е фен на книгите. Виждайки репортаж в „Newsround“, той изпраща видео, в което рапира на тема колко иска да получи ролята. Опитът му е успешен и журито му насрочва интервю. На 8 август 2000 г. Даниъл Радклиф, Ема Уотсън и 11-годишният Рупърт Гринт са избрани да изиграят ролите на Хари, Хърмаяни и Рон. Излъченият през 2001 г. филм, „Хари Потър и Философският камък“, е дебют за Гринт. Филмът счупва рекордите и е най-оборотният филм за годината. С боксофис сума от $974 милиона „Хари Потър и Философският камък“ застава на второ място като най-успешен филм за поредицата. Освен това филмът е добре възприет от критиците, получавайки позитивни коментари. Гринт печели наградата „Satellite“ в категорията „Блестящ нов талант“ и наградата „Млад артист“ за „Най-обещаващ млад дебютант“.
Година по-късно той отново участва като Рон в „Хари Потър и Стаята на тайните“ (2002 г.), втората книга от поредицата. Филмът отговаря на позитивни коментари и критиците харесват представянето на главните актьори. „Los Angeles Times“ и „New York Magazine“ забелязват, че Гринт и колегите му са пораснали между филмите, отбелязвайки, че Гринт е станал „по-способен“ и е изгубил „аматьорското“ у себе си.
„Хари Потър и Затворникът от Азкабан“ (2004 г.) излиза на 31 май във Великобритания. Забелязва се, че тримата главни герои се държат на ръба на юношеството, „и докато те изглеждат по-смели и по-способни от преди, опасностите, с които се сблъскват, сякаш са много по-мрачни, а тяхната уязвимост – по-напрегната“. Номинираният за награда на Академията Алфонсо Куарон режисира този трети филм от поредицата, оказал се с най-слаби приходи – $795 милиона.
През 2005 г. Гринт участва в четвъртия филм от поредицата – „Хари Потър и Огненият бокал“. Филмът, за разлика от предишните, има повече романтични елементи и е с повече хумор. В интервю през 2005 г. и тримата главни актьори извеждат хумора като главна причина за успеха на филма. Филмът е режисиран от Майк Нюъл. Според актьора режисьорът бил „много шумен и не се страхувал да ти се скара“.
„Хари Потър и Орденът на феникса“, петият филм от поредицата, излиза по кината през 2007 г. Режисиран е от Дейвид Йейтс, който завършва и останалите три филма. Заради продължаващата слава на актьора и поредицата, Гринт, Даниел Радклиф и Ема Уотсън остават свои отпечатъци на дланите, ходилата и вълшебните пръчки на героите им пред Китайския театър на Грауман в Холивуд.
На 15 юли 2009 г. излиза шестият филм – „Хари Потър и Нечистокръвния принц“. Този път филмът е съсредоточен повече върху Лорд Волдемор и неговото минало. Приходът от шестата адаптация е $933 милиона. Освен това, „Хари Потър и Нечистокръвния принц“ остава един от най-позитивно коментираните филми сред критиците, които го хвалят като „емоционално задоволителна“ история, режисура и музика. Гринт отбелязва, че Рон, който някога е бил неуверен, често оставащ в сянка, сега започва да бъде по-уверен в себе си. Актьорът намира за интересно да изиграе по-емоционален Рон. Между 2009 и 2010 г. Гринт получава три номинации, включително една награда „Оtto“ от германското списание „Браво“.
Въпреки успеха на предишните филми, бъдещето на поредицата е поставено под въпрос, тъй като актьорите са несигурни за това дали да продължат ролите си в останалите два филма. През март 2007 г. Гринт се съгласява да участва и в последните части. Поради финансови причини и проблеми със сценария последната книга е разделена на два филма. Когато завършва последния филм Гринт казва: „Имам предвид, буквално, това беше моето детство и изведнъж всичко свършва с просто една сцена и след това – край. Просто ей така. Беше много емоционално за всички ни, осъзнавайки, че никога повече няма да правим това“.
Участието на Гринт в първата част на „Хари Потър и Даровете на Смъртта“ му носи номинации за наградите MTV Movie Awards и Notional Moview Awards за най-добра битка и представяне на годината. За осми, последен път, Гринт влиза в ролята на Рон за „Хари Потър и Даровете на Смъртта: Втора част“.

#### Други участия (2002 –)
През 2002 г. Гринт участва в първия си филм извън поредицата Хари Потър, „Thunderpants“. Повечето от критиците, които забелязват филма, не правят добри коментари: „Този филм трябва да бъде показван в затворите, за да имат добра причина хората там никога да не се върнат“. Друг филм, в който Гринт участва, е „Уроци по шофиране“, комедийна драма, излъчена през 2006 г., където той играе с Джули Уолтърс. Филмът е приет със смесени реакции от критиците, но портретът на угнетено тийнейджърско момче е похвален. „Гринт, от друга страна е откритие“ и превръща жалък герой в по-харесвана личност, пише Андре Соарес.
През юли 2008 г. е обявено, че Гринт ще участва в трилъра „Cherrybomb“, заедно с Робърт Шийън и Кимбърли Никсън. Гринт намира заснемането на този филм за много по-различно от това на Хари Потър, тъй като трябва да снима по дванадесет сцени на ден.
През 2010 г. излиза комедията трилър – „Дива мишена“, където Гринт участва с Емили Блънт. Приходите от филма са много ниски – $8 милиона, и той не е добре приет от критиците. Те отбелязват „хубаво е да видим Рупърт Гринт да играе добре роля, различна от тази на Рон Уизли, и е повече от ясно, че му предстои голяма кариера.
През август 2011 г. Гринт се снима заедно със своя колега от филмите за Хари Потър Том Фелтън за есенно-зимната колекция на „Outsider“.

## Номинации и награди
- Спечелил – награда за най-добър млад актьор
- Номиниран – за награда за най-добър дебют
- Номиниран – още много награди

## Филмография
- 2001 – „Хари Потър и Философският камък“ като Рон Уизли
- 2002 – „Thunderpants“ като Алън А. Алън
- 2002 – „Хари Потър и Стаята на тайните“ като Рон Уизли
- 2004 – „Хари Потър и Затворникът от Азкабан“ като Рон Уизли
- 2005 – „Хари Потър и Огненият бокал“ като Рон Уизли
- 2006 – „Уроци по шофиране“ като Бен Маршал
- 2007 – „Хари Потър и Орденът на феникса“ като Рон Уизли
- 2009 – „Хари Потър и Нечистокръвния принц“ като Рон Уизли
- 2009 – „Cherrybomb“ като Малаки
- 2009 – „Дива мишена“ като Тони
- 2010 – „Хари Потър и Даровете на Смъртта: Първа част“ като Рон Уизли
- 2011 – „Хари Потър и Даровете на Смъртта: Втора част“ като Рон Уизли